# Коммунистическая партия Туркменистана
Коммунистическая партия Туркменистана (туркм. Türkmenistanyň Kommunistik Partiýasy) — коммунистическая партия, отделение Коммунистической партии Советского Союза на территории Туркменской ССР, которая была правящей и единственной легальной партией в Туркмении с 1924 года вплоть до 16 декабря 1991 года, когда партия была реорганизована в Демократическую партию Туркменистана.
С 1992 года действовал Оргкомитет по восстановлению компартии. Единая партия, которая была объявлена запрещённой во время президентства Ниязова, создана на базе коммунистических групп под руководством Сердара Рахимова (бывшего посла Туркмении в Пакистане).

## Правовой статус
16 декабря 1991 года съезд Компартии Туркменистана абсолютным большинством в 450 голосов высказался за прекращение деятельности КПТ и образование на её основе другой политической организации — Демократической партии Туркменистана.
С момента воссоздания стала работать на нелегальном положении. Тем не менее, КПТ — единственная (кроме пропрезидентской Демократической и Партии промышленников и предпринимателей Туркменистана) партия в стране, попытавшаяся добиться официальной регистрации. В 1994 туркменские коммунисты подали документы на регистрацию Коммунистической партии Туркменистана в Министерство юстиции Туркмении. В начале октября 1996 они получили в устной форме отказ в регистрации. После своей реорганизации Оргкомитет КПТ в сентябре 1997 направил письмо в Министерство юстиции Туркмении и в государственный Институт демократии и прав человека при президенте Туркмении с просьбой проконсультировать членов оргкомитета по вопросу регистрации партии. Ответ на письмо так и не был получен.
В 1997 КПТ вместе с Русской общиной Туркменистана, Социал-демократической партией Туркменистана и другими группами вошла в состав оппозиционного объединения ОДОТ.
В 1998 году состоялся учредительный съезд партии, который до 2002 года действовала полулегально. В это время Сердар Рахимов, бывший посол Туркмении в Пакистане, стал лидером КПТ, а партия стала членом СКП—КПСС.
В 2002 году после серии протестов оппозиции власти Туркмении обвинили Рахимова в участии в подготовке покушения на С. Ниязова в ноябре 2002 и в декабре 2002 осудили его на 25 лет заключения. Достоверные сведения о дальнейшей судьбе Рахимова отсутствуют.

## Политическая позиция
КПТ выступает за восстановление в Туркмении (по образцу Конституций 1925, 1926, 1938 и 1978 годов) парламентской республики и проведение выборов в Верховный Совет Туркмении, восстановление в стране полного среднего образования в объёме 10-11 классов, системы качественного бесплатного здравоохранения, безвизовый режим пересечения границы со странами СНГ, освобождение из заключения всех политических заключённых, возврат переименованных при новой власти населённых пунктов и названий дней недели и месяцев.

## Международное сотрудничество
Представитель Оргкомитета КПТ М. А. Ротко участвовал в Координационной встрече лидеров 19 постсоветских компартий и СКП-КПСС (Горки Ленинские, 21-22 мая 1994). В состав СКП-КПСС КПТ принята на XXXI съезде СКП-КПСС (31 октября — 1 ноября 1998), после этого съезда первые секретари ЦК КП Туркменистана входили в состав Политисполкома СКП-КПСС. В Совет и КРК СКП—КПСС, избранные XXXIV съездом СКП—КПСС, входят три и один представитель КПТ, соответственно.

## Руководство
Первый секретарь ЦК
- Иван Межлаук (19 ноября 1924—1926; фактически действовал до 20 февраля 1925 года)
- Шаймардан Ибрагимов (июнь 1926—1927)
- Николай Паскуцкий (1927—1928)
- Григорий Аронштам (11 мая 1928 года — август 1930 года)
- Яков Попок (август 1930 — 15 апреля 1937 года)
- Анна Мухамедов (апрель — октябрь 1937 года)
- Яков Чубин (октябрь 1937 г. — ноябрь 1939 г.)
- Михаил Фонин (ноябрь 1939 — март 1947)
- Шаджа Батыров (март 1947 г. — июль 1951 г.)
- Сухан Бабаев (июль 1951 года — 14 декабря 1958 года)
- Джума Дурды Караев (14 декабря 1958 года — 4 мая 1960 года)
- Балыш Овезов (13 июня 1960 года — 24 декабря 1969 года)
- Мухамедназар Гапуров (24 декабря 1969 года — 21 декабря 1985 года)
- Сапармурат Ниязов (21 декабря 1985 года — 16 декабря 1991 года)